# Spermophora ranomafana
Spermophora ranomafana är en spindelart som beskrevs av Huber 2003. Spermophora ranomafana ingår i släktet Spermophora och familjen dallerspindlar.
Artens utbredningsområde är Madagaskar. Inga underarter finns listade i Catalogue of Life.